# Административна подјела Словеније
Административне подјеле Словеније:
- Катарстарске општина
- Општине Словеније
- НСТЈ статистичке регије Словеније
- Статистичке регије Словеније
- ISO 3166-2:SI
- Шест телефонских области: погледати Телефонски бројеви у Словенији